# Douradoa
Douradoa é um género botânico pertencente à família Olacaceae.

## Espécies
- Douradoa consimilis